# HD 162917
HD 162917，又名BD+06 3566，SAO 122880、HR 6670，是一颗恒星，视星等为5.77，位于銀經31.78，銀緯15.71，其B1900.0坐标为赤經17h 48m 21.9s，赤緯+6° 15.71′ 18″。